# 61 Danaë

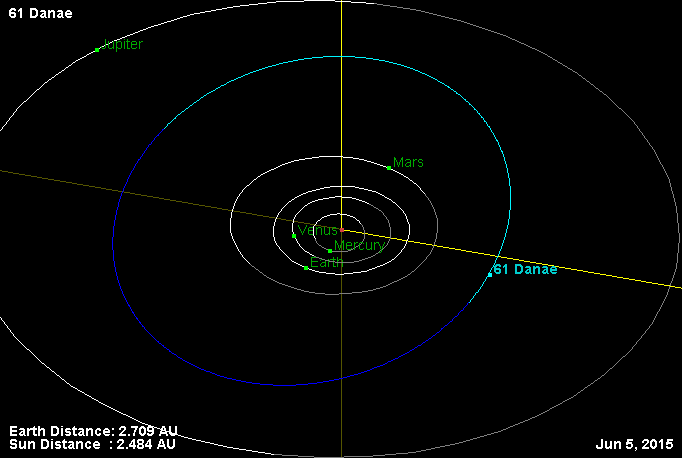
61 Danaë

För andra betydelser, se Danaë (olika betydelser).
61 Danaë eller 1953 RL1 är en asteroid upptäckt 9 september 1860 av den tyske astronomen H. Goldschmidt i Paris. Asteroiden har fått namnet Danaë efter modern till Perseus inom grekisk mytologi.

## Måne
Ljuskurvestudier gjorda 1985 antyder att det finns en måne på ett avstånd av 101 kilometer från 61 Danaë. Månen är 40×25×25 kilometer stor enligt studien.